# World Wide Technology Raceway at Gateway

Circuit van Gateway International Raceway

De Gateway International Raceway is een racecircuit gelegen in Madison in de Amerikaanse staat Illinois. 
Het is een ovaal circuit met een lengte van 1,25 mijl (2 km). Het circuit heeft net zoals de Indianapolis Motor Speedway een wegcircuit waar een deel van het ovale circuit wordt gebruikt in combinatie met een parcours dat gelegen is binnen het ovaal. 

NASCAR in Gateway

Momenteel worden er onder meer races gehouden uit de NASCAR Nationwide Series en de Camping World Truck Series. Tussen 1997 en 2000 werden er Champ Car races gehouden en tussen 2001 en 2003 werden er Indy Racing League races gehouden. Tussen 1997 en 2003 stond het circuit zes keer op het programma van de Indy Lights-series.

## Winnaars op het circuit
Winnaars op het circuit voor een race uit de Champ Car-kalender.
| Jaar | Rijder             |
| ---- | ------------------ |
| 1997 | Paul Tracy         |
| 1998 | Alex Zanardi       |
| 1999 | Michael Andretti   |
| 2000 | Juan Pablo Montoya |

Winnaars op het circuit voor een race uit de Indy Racing League-kalender.
| Jaar | Rijder            |
| ---- | ----------------- |
| 2001 | Al Unser Jr.      |
| 2002 | Gil de Ferran     |
| 2003 | Hélio Castroneves |